# Visual Studio Code
Visual Studio Code (VS Code) — текстовый редактор, разработанный Microsoft для Windows, Linux и macOS. Позиционируется как «лёгкий» редактор кода для кроссплатформенной разработки веб- и облачных приложений. Включает в себя отладчик, инструменты для работы с Git, подсветку синтаксиса, IntelliSense и средства для рефакторинга. Имеет широкие возможности для кастомизации: пользовательские темы, сочетания клавиш и файлы конфигурации. Распространяется бесплатно, разрабатывается как программное обеспечение с открытым исходным кодом, но готовые сборки распространяются под проприетарной лицензией.
Visual Studio Code основан на Electron и реализуется через веб-редактор Monaco, разработанный для Visual Studio Online.

## История
Visual Studio Code был анонсирован 29 апреля 2015 года компанией Microsoft на конференции Build, и вскоре была выпущена бета-версия.
18 ноября 2015 года Visual Studio Code был выпущен под лицензией MIT, а исходный код был опубликован на GitHub. Анонсирована поддержка расширений.
14 апреля 2016 года Visual Studio Code вышел из стадии бета-тестирования.

## Возможности
Visual Studio Code — это редактор исходного кода. Он имеет многоязычный интерфейс пользователя и поддерживает ряд языков программирования, подсветку синтаксиса, IntelliSense, рефакторинг, отладку, навигацию по коду, поддержку Git и другие возможности. Многие возможности Visual Studio Code недоступны через графический интерфейс, зачастую они используются через палитру команд или JSON-файлы (например, пользовательские настройки). Палитра команд представляет собой подобие командной строки, которая вызывается сочетанием клавиш.
VS Code также позволяет заменять кодовую страницу при сохранении документа, символы перевода строки и язык программирования текущего документа.
С 2018 года появилось расширение Python для Visual Studio Code с открытым исходным кодом. Оно предоставляет разработчикам широкие возможности для редактирования, отладки и тестирования кода.
Также VS Code поддерживает редактирование и выполнение файлов типа «Блокнот Jupyter» (Jupyter Notebook) напрямую «из коробки» без установки внешнего модуля в режиме визуального редактирования и в режиме редактирования исходного кода.
На март 2019 года посредством встроенного в продукт пользовательского интерфейса можно загрузить и установить несколько тысяч расширений только в категории «programming languages» (языки программирования).
Также расширения позволяют получить более удобный доступ к программам, таким как Docker, Git и другие. В расширениях можно найти линтеры кода, темы для редактора и поддержку синтаксиса отдельных языков.
| Возможности          | Языки программирования |
| -------------------- | --- |
| Подсветка синтаксиса | Batch file C C# C++ CSS Clojure CoffeeScript Diff Dockerfile F# Git commit и rebase Go Groovy HLSL HTML Handlebars INI JSON Java JavaScript JavaScript React LESS (язык стилей) Lua Makefile Markdown Objective-C Objective-C++ PHP Perl Perl 6 PowerShell                                                                                   |
| IntelliSense         | CSS HTML JavaScript JSON Less Sass TypeScript |
| Рефакторинг          | C# TypeScript |
| Отладка              | - JavaScript и TypeScript для проектов Node.js - C# и F# для проектов .NET и Mono - С и C++ - Python (при установленном плагине Python) - PHP c XDebug (при установленном плагине PHP Debug) - Java (при установленном наборе плагинов Java Extension Pack или отдельно установленном Debugger for Java) - Go (при установленном плагине Go) |

Visual Studio Code имеет поддержку плагинов, доступных через Visual Studio Marketplace. Они могут включать в себя дополнения к редактору, поддержку дополнительных языков программирования, статические анализаторы кода.
С мая 2019 года доступен закрытый тест редактора Visual Studio Online на основе VS Code. Он поддерживает все расширения и IntelliCode. Не нужно путать это с репозиторием для DevOps, который также не так давно запустила Microsoft.

## Сбор данных
Visual Studio Code собирает данные об использовании (телеметрию) и отправляет их в Microsoft, но эта функция является отключаемой (опция File > Preferences > Settings, «telemetry.enableTelemetry»). Хотя предоставление данных не является обязательным и вы можете отказаться от передачи персональных данных, некоторые возможности, такие как персонализация, использующие такие данные, будут вам недоступны. Данные могут передаваться контролируемым филиалам Microsoft, дочерним компаниям и правоохранительным органам в соответствии с заявлением о конфиденциальности.

## Комментарии
1. ↑  x86 — только Linux
2. ↑  Только Linux